# Anastrepha acidusa
Anastrepha acidusa
 es una especie de insecto díptero que Walker describió científicamente por primera vez en 1849. Esta especie pertenece al género Anastrepha de la familia Tephritidae. Esta especie como plaga agrícola ha sido atacada por los agricultores en Jamaica. No se la considera plaga seria.